# Partido Geral dos Trabalhadores
O Partido Geral dos Trabalhadores (PGT) foi um partido político brasileiro criado em 1995, por dirigentes da CGT (Confederação Geral dos Trabalhadores). Inicialmente foi presidido por Francisco Canindé Pegado, mas não conseguiu resultados expressivos.  
Em 2003, foi incorporado ao Partido Liberal juntamente com o Partido Social Trabalhista.  
Seu símbolo era uma ferramenta estilizada num fundo verde e amarelo. 

## Desempenho do PGT em eleições
Sua estreia eleitoral foi em 1996, não elegendo nenhum de seus candidatos. Em 1998, novamente fica sem eleger nenhum representante a cargos eletivos.
Nas eleições municipais de 2000, lança 14 candidatos a prefeito - em São Paulo, lançou Francisco Canindé Pegado à prefeitura municipal. Ficou na décima posição entre 15 prefeituráveis, uma vez que Fernando Collor de Mello (PRTB) teve a candidatura impugnada já na parte final da campanha eleitoral. Elegeu ainda 26 vereadores (destes, 11 foram em São Paulo). 
O melhor desempenho do partido foi em 2002, quando apoiou a candidatura de Anthony Garotinho à Presidência da República, e elegeu ainda seus dois únicos deputados estaduais, José Bittencourt (São Paulo) e Professor Lima (Maranhão). Na disputa pelos governos estaduais, a maior votação foi de Carlos Apolinário, que recebeu 703.858 sufrágios do eleitorado paulista.
| Partido Geral dos Trabalhadores (PGT) 1995–2003 |  | Partido Liberal (PL) 1985–2006                              |  | Partido da República (PR) 2006–2019 | Partido Liberal (PL) 2019–presente |
| Partido Social Trabalhista (PST) 1996–2003      |  | Partido Liberal (PL) 1985–2006                              |  | Partido da República (PR) 2006–2019 | Partido Liberal (PL) 2019–presente |
|                                                 |  | Partido de Reedificação da Ordem Nacional (PRONA) 1989–2006 |  | Partido da República (PR) 2006–2019 | Partido Liberal (PL) 2019–presente |